# 바이킹 1호

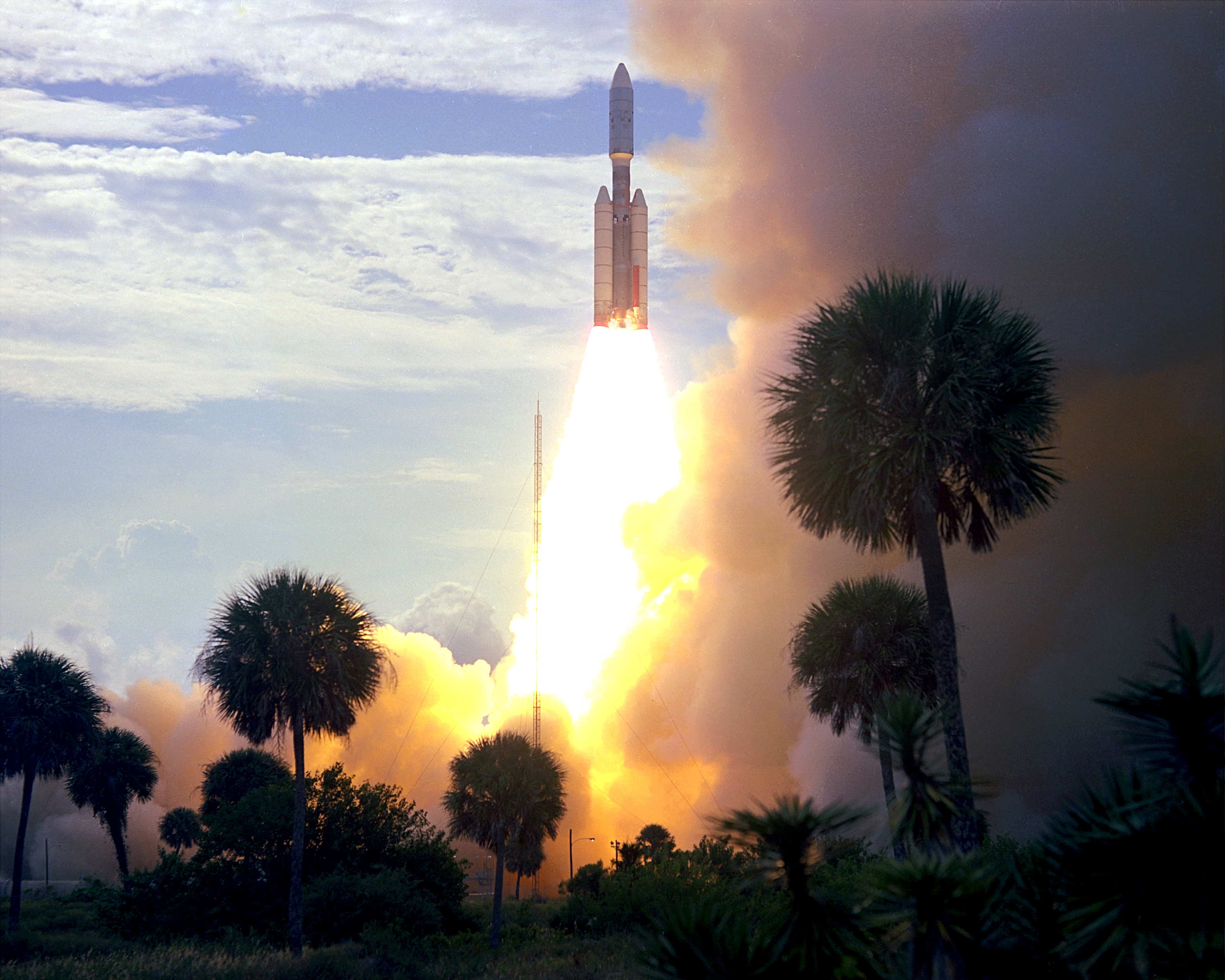
바이킹 1호의 발사

바이킹 1호(영어: Viking 1)는 화성의 생명체 존재 여부를 알아보기 위해 미국 항공우주국(NASA)에서 발사한 화성 탐사선이다. 1975년 8월 20일 발사되어 1976년 6월 19일 화성 궤도에 진입하였다. 궤도선은 1980년 8월 17일까지, 착륙선은 1982년 11월 13일까지 임무를 수행하였다.

## 임무
바이킹 1호는 1975년 8월 20일에 타이탄/센타우르 로켓으로 발사되어 10개월간의 비행 끝에 화성에 도달해, 궤도에 들어가기 5일 정도 전부터 화성의 전체 모습을 보여주기 시작했다. 바이킹 1호의 궤도선은 1976년 6월 19일에 화성 궤도에 들어갔고, 6월 21일에 1513 x 33,000 km 24.66시간 주기의 궤도로 조정되었다. 화성 착륙은 1976년 7월 4일의 미국 독립 기념일로 예정되어 있었지만, 착륙 후보지의 기복이 큰 것이 촬영한 사진으로부터 발견되어, 안전한 장소가 발견될 때까지 연기되었다. 착륙선은 1976년 7월 20일 08:51 세계시에 궤도선으로부터 분리되어, 11:56:06 세계시에 착륙했다.

### 궤도선
태양과 합이 시작된 1976년 11월 5일에 궤도선의 최초의 임무가 일시 종료되었다가, 합이 끝난 후인 1976년 12월 14일부터 재개되었다. 1977년 2월에는 포보스에 접근이 행해졌다. 1977년 3월 11일에는 근점이 300 km 가 되었다. 임무를 통해서 소규모의 궤도 조정이 행해져 1979년 7월 20일에는 근점이 357 km까지 커졌다. 바이킹 1호의 궤도선의 고도 제어 가스가 적어져, 화성에 충돌과 오염이 2019년까지 일어나지 않도록 1980년 8월 7일에 357 x 33943 km에서 320 x 56000 km 로 궤도를 올렸다. 궤도선은 화성을 1485회 주회한 후, 1980년 8월 17일에 작동을 종료했다.

### 착륙선
1976년 7월 20일 08:51 세계시에, 착륙선이 궤도선에서 분리되었다. 분리가 시작되었을 때, 착륙선의 속도는 4 km/s 정도였다. 분리 한 뒤에 로켓을 분사하고, 착륙선의 궤도 이탈이 개시되었다. 수시간 후에 고도 약 300 km에서 재돌입을 위해서 방향을 전환했다. 대기권의 통과에 수반해 증발성의 내열 보호물에 의한 방호 커버로 감속했고, 이에 병행해 돌입시의 과학 실험도 행해졌다. 고도 6 km , 속도 250 m/s 정도의 시점에서 직경 16 m의 낙하산이 전개되었다. 7초 후에 방호 커버를 투기, 그로부터 8초 후에 3개의 착륙다리가 전개해, 낙하산에 의해 45초에 60 m/s까지 감속했다. 고도 1.5 km 로 역추진 로켓이 점화되어 40초 후에 약 2.4 m/s 로 착륙할 때까지 분사되었다. 착륙 로켓에는 18개의 노즐이 있어, 수소와 질소의 배기를 확산시키는 설계가 되어 있었다. 이것은, 표면 온도의 상승을 섭씨 1도 이하로 억제해 표면 물질을 1 mm 이상 날아가지 않게 하기 위해서였다.
바이킹 1호의 착륙선은 크리세 평원(Gold Field)의 서부, 북위 22.697 도, 서경 48.222 도, 적도 반경이 3397.2 km 로 편평률이 0.0105인 기준 타원체로부터 표고 2.69 km의 지점(행성면 좌표로 북위 22.480 도, 서경 47.967 도)에 11:53:06 세계시(화성 지방시로 16:13)에 착륙했다. 착륙시에는 약 22 kg의 추진제가 남아 있었다.
착륙 25초 후부터 최초의 표면 영상이 송신되었다. 지진계를 꺼내지 못하고, 표본 채취기의 로크핀이 움직이지 않고 다리를 펼치는 데 5일간을 필요로 했지만, 그 이외에는 큰 문제 없이 명목상 모든 실험이 행해졌다. 바이킹 1호의 착륙선은, 바이킹 영상 팀의 리더를 기념해 1982년 1월에 토머스 매치 기념 기지로 명명되었다.
1982년 11월 13일에 지상 관제소로부터 잘못된 명령을 보내 통신이 두절될 때까지, 착륙선은 2245 태양일간 운용되었다. 이 명령은, 착륙선의 열화된 배터리 능력을 개선하기 위해서 새로운 배터리 충전 소프트웨어를 업링크하려고 하고 있었지만, 부주의 때문에 안테나 지향 소프트웨어의 데이터 영역에 이중으로 입력되어 버렸다. 이후 4개월간 추정된 안테나 위치에 근거해 착륙선과의 통신이 시도되었지만, 실패로 끝났다.
2006년에, 화성 정찰위성으로부터 화성 표면의 바이킹 1호의 착륙선이 촬영되었다.

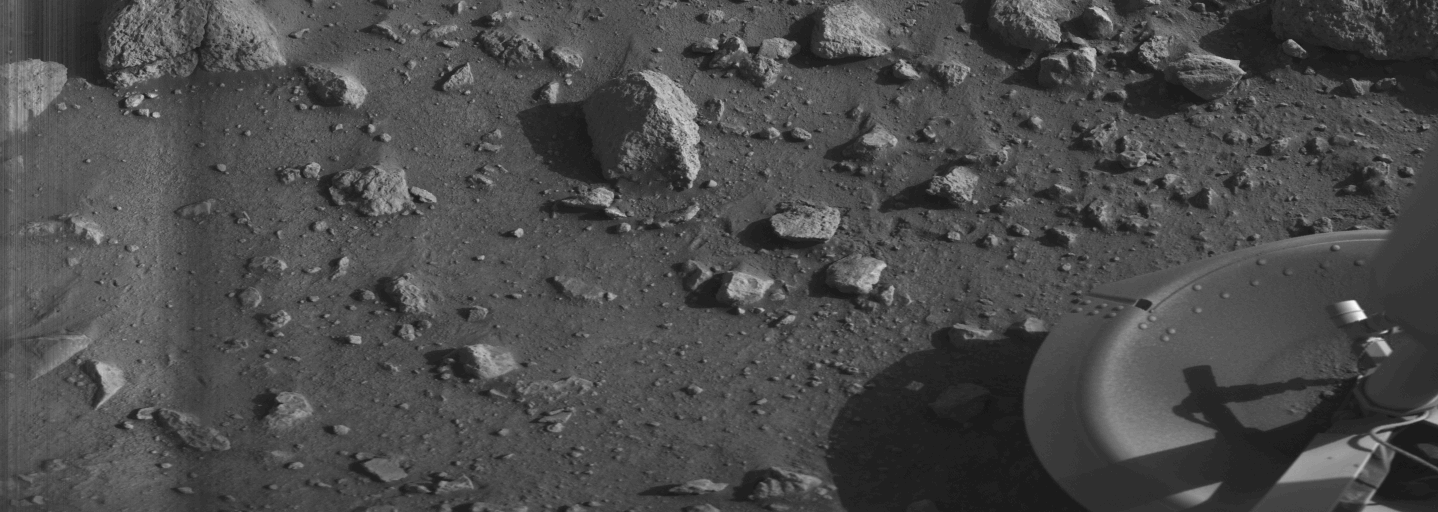
화성 표면의 바이킹 1호의 착륙선으로부터 처음으로 보내져 온 영상. 착륙다리의 일부가 비쳐져 있다.
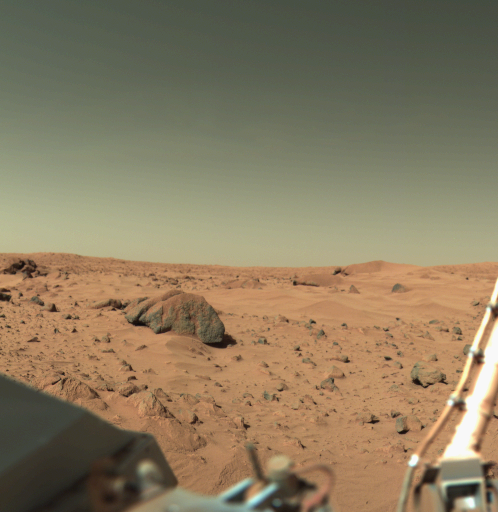
1번 카메라로 촬영된 영상. 중앙 왼쪽에 있는 큰 바위는 폭이 약 2 m 로, 과학자들로부터 '빅 조'라고 이름붙여졌다. 붉은 토양으로 덮여 있지만, 그 이외의 부분은 지구의 현무암을 닮은 색을 하고 있다. 따라서, 충돌 크레이터로부터 방출된 용암류의 파편일 가능성이 있다.
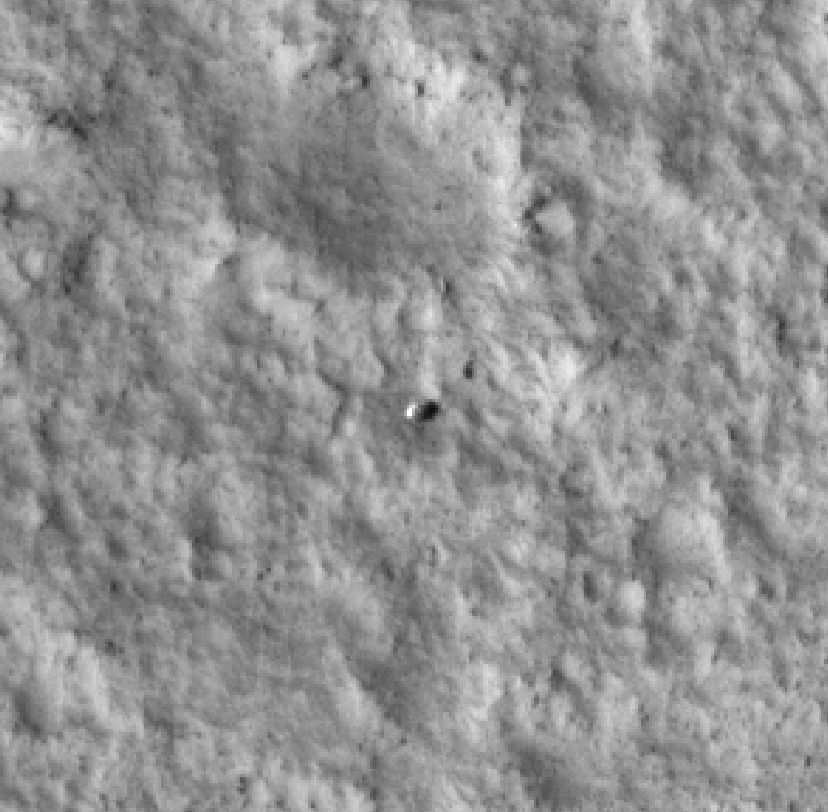
2006년 12월에 화성 정찰위성으로부터 촬영된 바이킹 1호의 착륙선.

## 일반상대성이론의 실험
일반상대성이론에서는, '중력장에서의 시간의 지연'을 예측했다. 착륙선을 이용해 이 현상을 관측했다. 화성의 착륙선에 무선 신호를 보내, 착륙선에 신호를 돌려 보내도록 지시를 내렸다. 그 결과, 신호의 왕복 시간에는 '중력장에서의 시간의 지연'으로서 예상되는 시간의 엇갈림이 있는 것을 알 수 있었다.

## 같이 보기
- 화성 탐사